# Te Pohue

Te Pohue est une petite localité située à l’intérieur de la région de Hawke's Bay, dans la partie est l’Île du Nord de la Nouvelle-Zélande.

## Situation
Elle siège sur le trajet de la route nationale 5 à 31 kilomètres à l’intérieur à partir de la ville de Whirinaki